# 鲁斯塔姆·阿萨卡洛夫
鲁斯塔姆·阿萨卡洛夫（俄语：Рустам Схатбиевич Ассакалов，1984年7月13日—），俄罗斯、乌兹别克斯坦男子摔跤运动员，2014年亚洲运动会男子古典式85公斤级金牌得主、2018年亚洲运动会男子古典式87公斤级银牌得主、2022年亚洲运动会男子古典式97公斤级铜牌得主。